# كأس تونس لكرة اليد 2022–23
كأس تونس لكرة اليد 2022–23 هو الدورة 68 من كأس تونس لكرة اليد للرجال. يشارك فيها 12 فريقا.
فاز بهذا الموسم الترجي الرياضي التونسي، وجاء ثانيا مكارم المهدية.

## روابط خارجية
- الموقع الرسمي للجامعة التونسية لكرة اليد.